# Julián Alfredo Fernández Zapico
Svatý Julián Alfredo Fernández Zapico rodným jménem Vilfredo (24. prosince 1903, Cifuentes de Rueda – 9. října 1934, Turón) byl španělský římskokatolický řeholník Kongregace školských bratří a mučedník.

## Život
Narodil se 24. prosince 1903 v Cifuentes de Rueda. Po příkladu jeho rodičů a strýce, který byl knězem, žil ve velké zbožnosti. Jeho matka předčasně zemřela, a to mělo velký vliv na jeho rozhodnutí. V 17 letech vstoupil do noviciátu Řádu menších bratří kapucínů v Salamance. Krátce nato onemocněl a musel odejít ke své rodině. Po uzdravení znovu požádal o vstup ke kapucínům, ale nebyl přijat.
Seznámil se se školskými bratry a ve 22 letech vstoupil v Bujedu znova do noviciátu. Dne 15. srpna 1927 složil své první sliby a 28. srpna 1932 své doživotní sliby.
Během léta 1934 se s ostatními bratry kongregace patřící do severní části Španělska zúčastnil ústupu na Valladolid, a to mu přineslo mučednictví. Dne 9. října 1934 byl se svými osmi spolubratry zavražděn.

## Úcta
Dne 5. října 1944 byl v diecézi Oviedo zahájen proces jeho svatořečení ve skupině dalších osmi turónských mučedníků. 7. září 1989 uznal papež sv. Jan Pavel II. jejich mučednictví. Blahořečeni byli 29. dubna 1990. Dne 21. prosince 1998 uznal papež sv. Jan Pavel II. „zázrak uzdravení na přímluvu oněch mučedníků“. Svatořečeni byli 21. listopadu 1999.